# Ernest Goddefroy

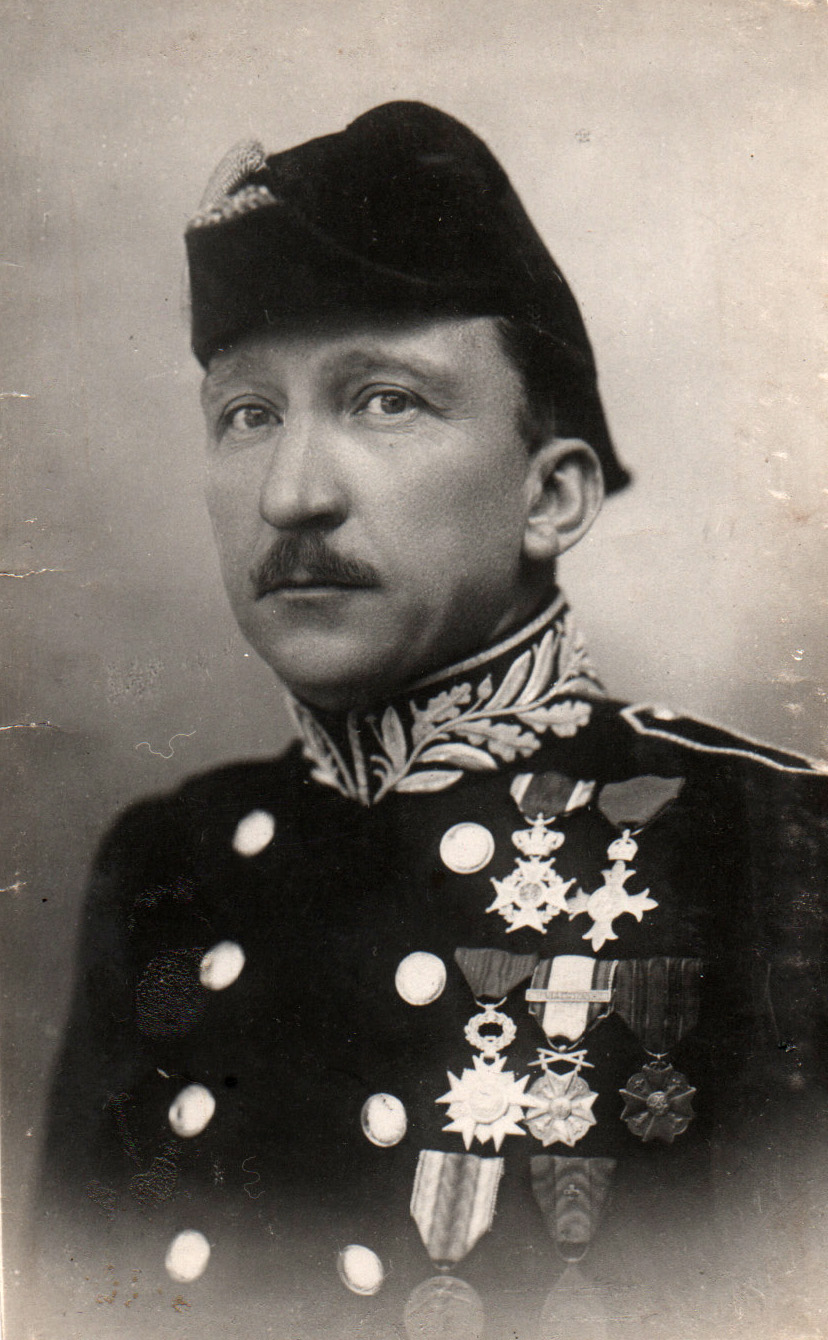
Ernest Goddefroy

Ernest Joseph Théodore Goddefroy (Schaarbeek, 23 januari 1883 – Sint-Jans-Molenbeek, 7 december 1937) was een Belgisch politieman en privédetective. Hij speelde een belangrijke rol bij de introductie van forensische technieken in het werk van de politie in België.

## Biografie

### Familie
Goddefroy was de zoon van verzekeringsmakelaar Théodore Louis Florent Goddefroy en van Hubertine Elisabeth Caroline Du Caju, een dochter van de bekende Belgische beeldhouwer Joseph Du Caju. Hij huwde met Adelaïs Claes, een pianolerares, te Laken op 7 juli 1906. Op dat ogenblik was hij bediende bij het Koninklijk Paleis te Brussel. Zijn enige dochter, Liliane, werd geboren in 1919.

### Loopbaan

#### Lokale politie Oostende
Op 23 juli 1909 werd Goddefroy, samen met Florent Louwage en Firmin Dubois, benoemd tot adjunct-commissaris van politie in Oostende. Al gauw toonde hij zich ondernemingsgezind en publiceerde in 1910 een boekje met richtlijnen voor de gerechtelijke politie, waarin hij heel wat aandacht besteedde aan het sporenonderzoek. In hetzelfde jaar zette Goddefroy deze theorie om in praktijk: hij slaagde erin om vingersporen, zichtbaar gemaakt naar aanleiding van een inbraak in een villa in Mariakerke (Oostende), te identificeren met de vingerafdrukken van een verdachte.
In 1911 volgde hij, tijdens zijn verlof, de cursussen "cours de signalement descriptif" en "service anthropométrique de l'identité Judiciaire" bij de politieprefectuur in Parijs en maakte zo persoonlijk kennis met Alphonse Bertillon en diens dienst.  Een andere manier om zijn kennis uit te breiden waren zijn contacten met tijdsgenoten, zoals Raoul Ruttiens, Alfredo NIceforo, Louis Vervaeck, Eugène Stockis, Maurice De Laveleye en Theophile Borgerhoff.  Niet alleen verwierf hij kennis, maar hij maakte er een erezaak van om deze kennis ook te verspreiden door uiteenzettingen te geven (met lichtbeelden), nog een nieuw boek te publiceren ("De wetenschappelijke politie/la police scientifique") en affiches te ontwerpen die sporenbewust optreden promoten.
Hij stichtte ook, samen met Dr. Rafaël Van Oye, een school voor technische politie aan de Place Léopold te Oostende.
Het parket van Brugge steunde hem in zijn werkzaamheden en algauw bouwde hij in West-Vlaanderen een reputatie op als criminalistisch expert. Bijgevolg werd hij ook gevraagd om in significante zaken (buiten Oostende) sporenonderzoek uit te voeren.  In oktober 1912 was hij bijvoorbeeld betrokken als expert in de moord op Elodie De Sodt in het West-Vlaamse Bixschote. Het zichtbaar maken, met gips, van een gecombineerde hand/revolverafdruk in de aarde, achtergelaten door de gevallen dader, leidde mee tot de oplossing.  Ook de brutale moord op juffrouw Eugénie Angillis in Izegem in februari 1913 kon worden opgelost door zijn vingersporenonderzoek. Goddefroy slaagde er namelijk in om door de dader achtergelaten vingersporen op een cognacfles te identificeren. Tijdens zijn Oostendse jaren verschenen er tientallen artikels in de lokale pers over zijn technieken en successen.

#### Oorlogsjaren - Militaire veiligheid
Bij het uitbreken van de Eerste Wereldoorlog werd Goddefroy aangesteld als inspecteur van de militaire veiligheid en verbleef in Hull, Engeland, waar hij actief was in het evacueren van Belgen naar Engeland.  Na de oorlog keerde hij naar Oostende terug.

#### Gerechtelijke Politie bij de parketten
In juni 1921 verliet Goddefroy de politie van Oostende en werd een van de eerste officieren van de Gerechtelijke Politie bij het Parket te Antwerpen, waar hij op zes maand tijd een museum van de misdaad creëerde. Een deel van dit museum is nog steeds te zien in het laboratorium voor technische en wetenschappelijke politie te Antwerpen. Hij gebruikte in augustus 1921 een dictafoon om telefoongesprekken van een bende overvallers op te nemen. In die tijd was dit – minstens voor België – een primeur: de eerste telefoontap. Hierdoor kon hij de overvallers op heterdaad arresteren in het kasteel van het slachtoffer. De opnamen gebeurden op wassen trommels en werden gebruikt in de rechtbank. Daar gebeurde zelfs een “stemvergelijking”, waardoor een van de medeplichtigen (de dienstmeid van het slachtoffer) de feiten bekende. In de loop van 1922 werd hij benoemd bij de Gerechtelijke Politie bij het Parket te Brussel, die hij in mei 1924 verliet.

#### Privédetective
In mei 1924 begon hij aan een carrière als privédetective, met een eigen criminalistisch laboratorium te Brussel, aan het De Brouckèreplein. Hij publiceerde een aantal boeken over onderzoeksmethoden en was daarmee een van de grondleggers van forensisch onderzoek in België.
Ernest Goddefroy onderhield regelmatig contact met internationale forensische experten, zoals Alphonse Bertillon, Edmond Locard, Juan Vucetich en C.J. Van Ledden-Hulsebosch. Daarnaast zette hij in voor de organisatie van de Belgische politie op landelijk niveau, en voor internationale samenwerking.
Het werk van Goddefroy werd bij zijn leven ook door de buitenlandse pers gevolgd.

## Publicaties (selectie)
- Petit Manuel pratique à l'usage de la Police Judiciaire, Ostende, 1910
- De wetenschappelijke politie, Oostende, 1911
- La Police scientifique. Ostende, 1911
- Déductions d'ordre technique en matière de recherches judiciaires. Ostende, 1912
- Manuel élémentaire de police technique. Bruxelles, 1922
- Nouveau procédé pour transférer les empreintes digitales, Paris, z.j.
- Manuel du portrait parlé d'après la méthode du signalement descriptif (Méthode Alphonse Bertillon) : à l'usage de la police, de la gendarmerie et de la sûreté militaire. Bruxelles, 1923
- Sur la fraude possible des plis chargés et assurés portant des cachets à la cire, Bruxelles, 1923
- Mémoires de police du détective E. Goddefroy, Bruxelles, 1926
- Affaire du Phoenix-park rapport d'expertise en police scientifique du detective E. Goddefroy de Bruxelles sur l'identification du pistolet Browning 3700, Bruxelles, 1929
- Manuel de Police Technique, Bruxelles, 1931